# 麗婭·米歇爾
麗婭·米歇爾·薩菲蒂（英語：Lea Michele Sarfati，1986年8月29日—），更為人熟知的名字是麗婭·米歇爾（Lea Michele）。米歇爾是一名美國猶太裔女演員及歌手，最廣為人知的演出是FOX的電視劇《歡樂合唱團》（Glee），飾演合唱團的主唱Rachel Berry、《尖叫女王》（Scream Queens）中的Hester Ulrich以及在百老匯於音樂劇《爵士年華》（Ragtime）及《悲慘世界》（Les Misérables）作童星演出。另外，她亦是音樂劇《春醒》（Spring Awakening）的女主角Wendla的原百老匯演員。
米歇爾在《歡樂合唱團》中的唱歌與演技都廣受好評，多次獲得獎項或提名，曾被格萊美獎、金球獎、艾美獎、衞星獎等提名，在劇中所有女演員之中她更是擁有最多獨唱歌曲，包辦了超過一半以上以的獨唱及合唱歌曲。米歇爾在2010年更被雜誌 Glamour 選為「The Diva Next door」(下一位天后)。她更在2010年入選為時代百大人物。
2013年12月10日，米歇爾正式發行她的第一首單曲《Cannonball》。 米歇爾在2014年3月4日正式推出第一張個人專輯《Louder》，專輯口碑較兩極化，但成績及銷量不俗，並登上了Billboard 200第4名，單曲《Cannonball》亦登上Billboard Hot 100第75名。米歇爾在5月推出新書《Lea Michele: Brunette ambition》。

## 早期生活
米歇爾出身於紐約市布朗克斯的一個猶太家庭，她的母親是一名護士，而她的父親是餐廳老闆。 她是家中的獨女。米歇爾的父親是西班牙系猶太人，但米歇爾信仰天主教，而她的父親亦樂意與米歇爾和她的母親出席教會。 。
雖然米歇爾出身於紐約市，但她是在紐澤西州長大的，她亦曾有一年在多倫多生活，後來她在紐約大學修讀藝術。

## 職業生涯

### 百老匯生涯
早在1995年，米歇爾已開始她的百老匯首演，飾演《孤星淚》的幼年珂賽特（Cosette）。在2004年米歇爾出演了百老匯音樂劇《屋上提琴手》。
米歇爾在2006年在《春醒》中飾演Wendla。在同年，《孤星淚》再次被搬上百老匯的舞台，米歇爾被邀請飾演愛潘妮（Éponine），但米歇爾選擇繼續出演《春醒》，她因此劇被Drama Desk Awards提名為音樂類別傑出女演員。D. Rooney."Musicals pose Tony voting crunch", Variety.com, April 26, 2007</

### 《歡樂合唱團》
米歇爾在FOX的電視劇《歡樂合唱團》（Glee）中飾演瑞秋·貝瑞(Rachel Berry)，是劇中的女主角和主唱。在開拍歡樂合唱團前，製作人萊恩·墨菲匆忙地尋找合適的演員，萊恩在百老匯花了三個月時間，最終在那裡他發現了米歇爾。瑞秋·貝瑞一角是專門為米歇爾度身訂做。 米歇爾決定飾演瑞秋一角是因為她認為「瑞秋」不只是一個歌手，她對藝術亦充滿熱誠，歡樂合唱團亦在電視上傳播「藝術的重要」及「忠於自己」的信息。
米歇爾在《歡樂合唱團》中的唱歌與演技都廣受好評，更憑此劇贏得了眾多獎項，米歇爾曾被格林美獎、金球獎、艾美獎等提名，她更憑此劇分別連續三屆和兩屆在青少年票選獎和全美民選獎獲得喜劇女演員獎項。米歇爾在2010年同在《歡樂合唱團》演出的克里斯·柯爾弗入選為2011年時代百大人物。米歇爾在歡樂合唱團所有女演員之中她擁有最多獨唱歌曲，包辦了超過一半以上以的獨唱及合唱歌曲。米歇爾在歡樂合唱團第一季中翻唱 The All-American Rejects 的"Gives You Hell"在Billboard Hot 100排行前40名，在歡樂合唱團20首最暢銷歌曲中米歇爾佔了超過一半。米歇爾在2011年首次被格林美獎提名，第一項是最佳流行樂隊/組合(Don't Stop Believin')，第二項是最佳影視媒體作品作曲專輯 (歡樂合唱團第一輯) ，米歇爾對她首次被格林美獎提名十分興奮，「"Don't Stop Believin'"被提名我感到很高興，因為這是給歡樂合唱團所有演員的，讓大家繼續努力」。 在2010年，歡樂合唱團在美國舉辦了巡迴演唱會 — 歡樂合唱團演唱會，到過鳳凰城、洛杉磯、芝加哥、紐約等，米歇爾及劇中演員都在演唱會中繼續飾演劇中角色。

### 個人專輯《Louder》及其他工作
在2011年，米歇爾首次拍攝電影，與多位巨星合作電影《101次新年快樂》。米歇爾亦在2014年上映的《奧茲國的桃樂絲》為主角Dorothy配音。2012年9月，米歇爾宣佈她正在準備第一張個人專輯，她表示錄製過程相當緩慢。米歇爾希望她的專輯更有流行和搖滾的風格，不會因她是百老匯演員而受百老匯風格影響。
米歇爾的形象及衣著一直都受好評，米歇爾多次被選為全球最性感女士，2010年FHM雜誌將米歇爾排為全球最性感女士第7位，米歇爾在People雜誌最佳穿著榜亦有上榜，她亦被 E!Online選為2010年最時尚的明星。米歇爾亦是 AfterEllen百大性感女性頭十位。女性健康雜誌亦將米歇爾選為2012夏日性感女性第三位。米歇爾在2011年更被美國著名雜誌<Glamour>選為「The Diva Next door」(下一位天后)及連續兩屆獲得英國魅力女性年度獎。

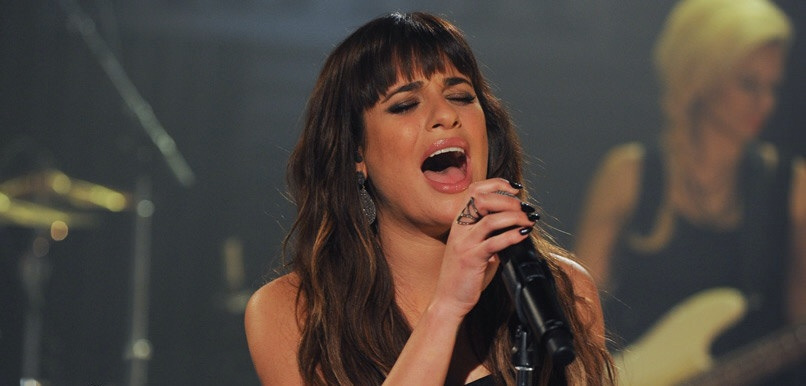
2014年2月，米歇爾於沃爾瑪表演

在2013年11月27日，米歇爾在自己的Twitter上宣佈第一張個人專輯《Louder》將會在2014年初推出，而第一首單曲《Cannonball 》會在2013年12月10日發行。<在2013年12月19日，《Cannonball 》登上Billboard Hot 100第75名，米歇爾成位第一位登上Billboard Hot 100的歡樂合唱團主要角色。《Cannonball 》在首周發售超過51,000份。
2014年，單曲《Cannonball 》的MV正式在YouTube及VEVO發布。其後新專輯《Louder》更多歌曲開始以宣傳單曲推出，包括《Battlefield》、《Louder》、《What Is Love?》、《You're Mine》。在2014年2月28日，《Louder》正式推出，並登上了Billboard 200第4名，並在首周發售超過62,000份。第二首單曲《On My Way 》在5日4日推出，並在5月19日發布MV。
米歇爾在5月推出新書《Lea Michele: Brunette ambition》 ，書中會提及米歇爾的個人經歷和職業旅程、米歇爾拍劇時的幕後故事，並提供健身、時裝、工作的建議。

## 私人生活

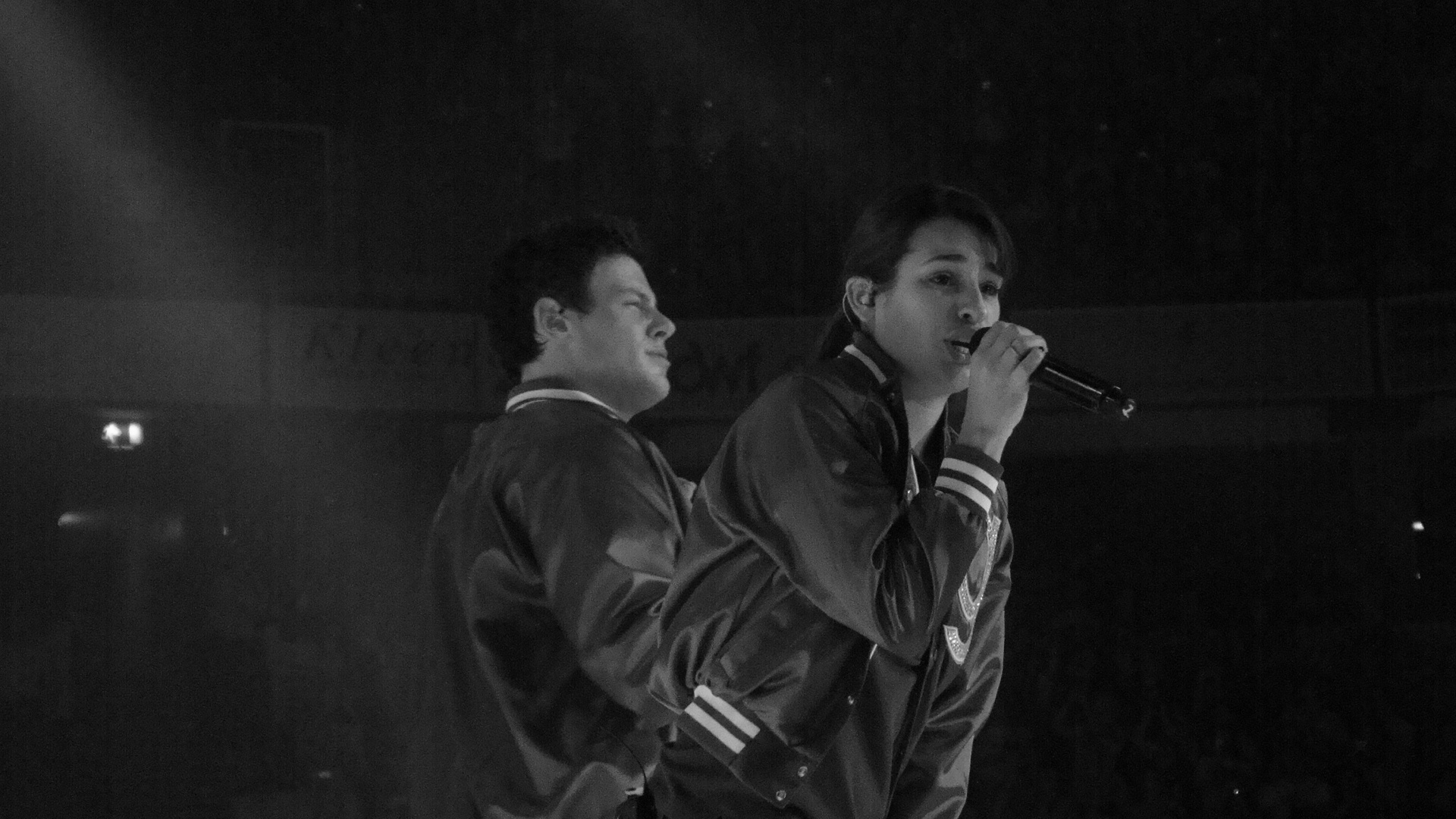
米歇爾與科里·蒙蒂思於歡樂合唱團演唱會

米歇爾支持同性戀者及動物權利，並多次出席支持這些壓力團體聚會，進行慈善表演為這些組織籌款。
米歇爾最好的朋友是歡樂合唱團的戴安娜·艾嘉朗、喬納森·高夫、科里·蒙蒂思等。

米歇爾在2009年開始與加拿大籍演員科里·蒙蒂思拍攝歡樂合唱團，他們在歡樂合唱團劇情中戀愛 。在2012年，他們也開始在現實生活中約會。
2013年1月，記者在夏威夷拍到米歇爾與科里·蒙蒂思一同渡假，二人戀情終被公開 。在2013年7月，科里·蒙蒂思意外死亡。米歇爾在2013年的青少年票選獎上獲得最受歡迎喜劇女演員，她發表一段演講紀念科里·蒙蒂思，並把此獎獻給他。
米歇爾2014年的新專輯<Louder>內有一首歌曲<If You Say So>，是米歇爾與澳洲歌手Sia Furler合作完成，此歌對米歇爾意義重大，米歇爾表示"If You Say So"是柯瑞生前最後一句對她說的話。

## 演出目錄
百老匯

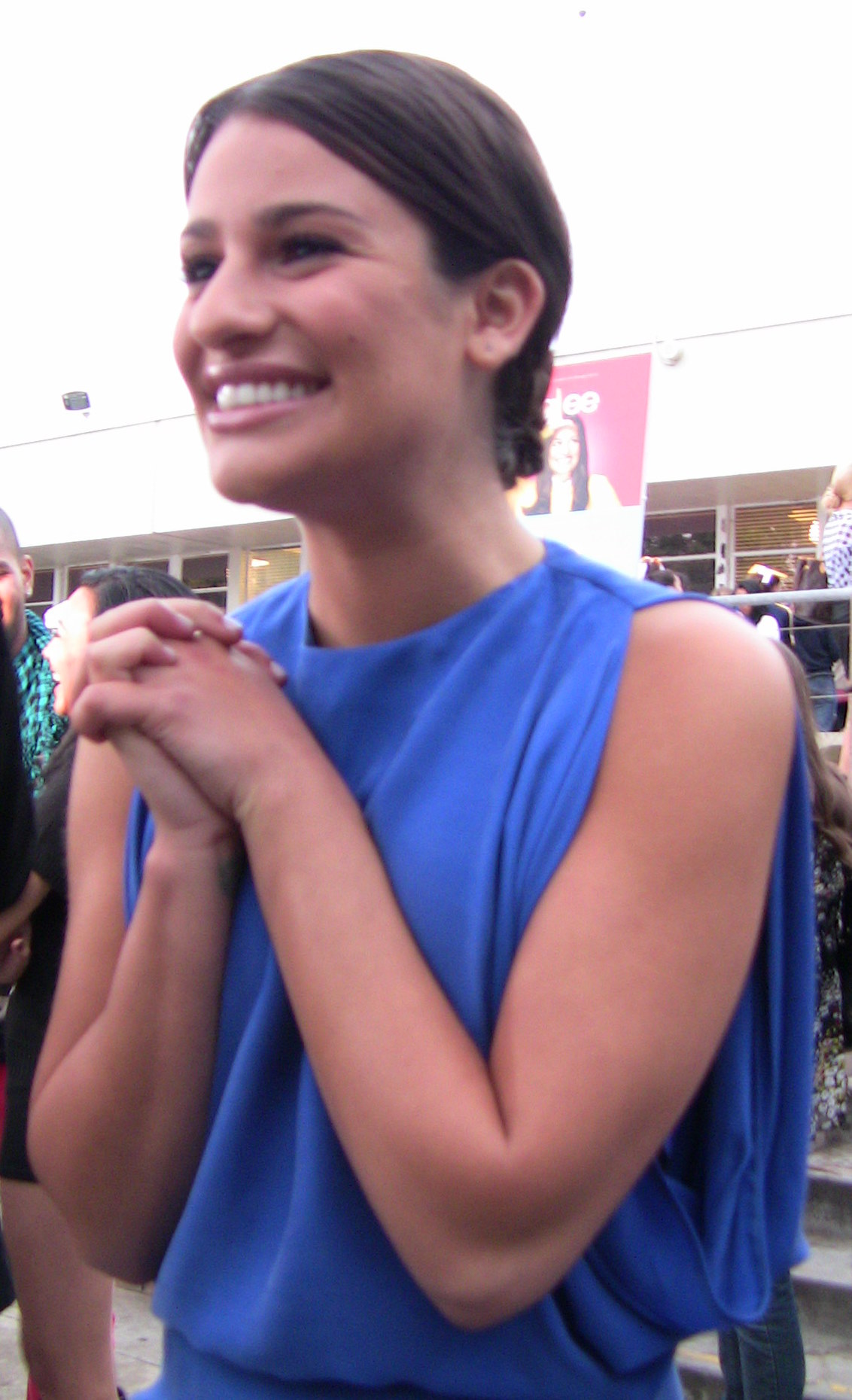
2009年，米歇爾出席歡樂合唱團的首映晚會

- 《悲慘世界》（Les Misérables）（1995–96年）
- 《爵士年華》（Ragtime）（1998 - 99年）
- 《屋上提琴手》（Fiddler on the Roof）（2004–06年）
- 《春醒》（Spring Awakening）（2006–08年）

電影及電視
| 年份      | 名稱                     | 角色                           | 集名                                                    |
| --------- | ------------------------ | ------------------------------ | ------------------------------------------------------- |
| 1998      | 聖誕之歌                 | Christina                      | 配音                                                    |
| 2000      | 危急最前線               | Sammi                          | Spring Forward Fall Back（第1季第19集）                 |
| 2008      | Around the Block         | 自己                           | 首集                                                    |
| 2009–2015 | 歡樂合唱團               | Rachel Berry                   | 第1季 - 第6季                                           |
| 2010      | 阿森一族                 | Sarah                          | Elementary School Musical（第22季第1集）                |
| 2011      | 克利夫蘭秀               | Rachel Berry                   | How Do You Solve a Problem Like Roberta?（第2季第11集） |
| 2011      | 歡樂合唱團:3D演唱會      | Rachel Berry / 自己            | 3D演唱會電影                                            |
| 2011      | 101次新年快樂            | Elise                          |                                                         |
| 2012      | 歡樂合唱爭霸戰           | 自己                           | Individuality（第2季第1集）                             |
| 2012      | Inside the Actors Studio | 自己                           | 第18季第1集                                             |
| 2013      | 頂尖主廚大對決           | 自己                           | Lea Michele's Halloween Bash（第11季第5集）             |
| 2014      | 奧茲國的桃樂絲           | Dorothy Gale                   | 配音                                                    |
| 2014      | 混亂之子                 | Gertie                         | 客串第7季第6集                                          |
| 2015      | 尖叫女王                 | 海絲特·烏瑞奇（Hester Ulrich） | 主演，一、二季                                          |

## 獎項與提名
| 年分 | 獎項                                                      | 類別                                            | 作品                  | 結果 |
| ---- | --------------------------------------------------------- | ----------------------------------------------- | --------------------- | ---- |
| 2007 | 紐約戲劇書桌獎                                            | 最佳音樂劇女主角                                | 《春醒》              | 提名 |
| 2007 | Broadway.com 觀眾獎                                       | 最喜愛音樂劇女主角                              | 《春醒》              | 獲獎 |
| 2007 | Broadway.com 觀眾獎                                       | 最喜愛突破女演員                                | 《春醒》              | 獲獎 |
| 2007 | Broadway.com 觀眾獎                                       | 最喜愛情侣 (與喬納森·高夫)                      | 《春醒》              | 獲獎 |
| 2008 | 格林美獎                                                  | 最佳音樂秀專輯                                  | 《春醒》              | 獲獎 |
| 2009 | 紐約電視節                                                | 最佳配角                                        | Around the Block      | 獲獎 |
| 2009 | 青少年票選獎                                              | 電視票選獎：突出表現女演員                      | 《歡樂合唱團》        | 提名 |
| 2009 | 衛星獎                                                    | 最佳女主角 音樂、喜劇類                         | 《歡樂合唱團》        | 獲獎 |
| 2010 | 金球獎                                                    | 最佳女主角獎：音樂及喜劇類                      | 《歡樂合唱團》        | 提名 |
| 2010 | 美國演員工會獎                                            | 傑出表現獎：喜劇系列                            | 《歡樂合唱團》        | 獲獎 |
| 2010 | 同性戀選擇獎                                              | 最喜愛突破女演員                                | 《歡樂合唱團》        | 獲獎 |
| 2010 | NewNowNext Awards                                         | Brink of Fame: Actor                            | 《歡樂合唱團》        | 獲獎 |
| 2010 | 青少年票選獎                                              | 最受歡迎喜劇女演員                              | 《歡樂合唱團》        | 提名 |
| 2010 | 青少年票選獎                                              | 最受歡迎音樂團體 (與歡樂合唱團)                 | 《歡樂合唱團》        | 提名 |
| 2010 | Gold Derby TV Award                                       | 喜劇組最受歡迎女主角獎                          | 《歡樂合唱團》        | 提名 |
| 2010 | 衛星獎                                                    | 最佳女主角 音樂、喜劇類                         | 《歡樂合唱團》        | 提名 |
| 2010 | 艾美獎                                                    | 喜劇類最佳女主角                                | 《歡樂合唱團》        | 提名 |
| 2010 | PETA30週年慶典                                            | 人道獎榮譽 – 榮譽                               | 人道獎榮譽 – 榮譽     | 獲獎 |
| 2010 | 時代 (雜誌)                                               | 時代百大人物                                    | 時代百大人物          | 獲獎 |
| 2010 | Billboard's 女歌手                                        | 三重挑戰獎 – 榮譽                               | 三重挑戰獎 – 榮譽     | 獲獎 |
| 2010 | 維多利亞的秘密 Sexiest 2010                               | 最性感的笑容- 榮譽                              | 最性感的笑容- 榮譽    | 獲獎 |
| 2011 | 金球獎                                                    | 最佳女主角獎：音樂及喜劇類                      | 《歡樂合唱團》        | 提名 |
| 2011 | 美國演員工會獎                                            | 傑出表現獎：喜劇系列                            | 《歡樂合唱團》        | 提名 |
| 2011 | 格林美獎                                                  | 最佳流行樂隊/組合(Don't Stop Believin)          | 《歡樂合唱團》        | 提名 |
| 2011 | 格林美獎                                                  | 最佳影視媒體作品作曲專輯 (歡樂合唱團第一輯)     | 《歡樂合唱團》        | 提名 |
| 2011 | Variety Power of Women Award                              | 2011年 終身榮譽                                 | 2011年 終身榮譽       | 獲獎 |
| 2011 | 美國魅力女性年度獎                                        | 下一位天后 – 榮譽                               | 下一位天后 – 榮譽     | 獲獎 |
| 2011 | 2011英國魅力女性年度獎                                    | 美國年度電視女演員                              | 美國年度電視女演員    | 獲獎 |
| 2011 | DoSomething.org's list of Top 20 Celebs Gone Good of 2011 | 動物權利倡導者 – 榮譽                           | 動物權利倡導者 – 榮譽 | 獲獎 |
| 2012 | 全美民選獎                                                | 電視喜劇類最受歡迎女演員                        | 《歡樂合唱團》        | 獲獎 |
| 2012 | 格林美獎                                                  | 最佳影視媒體作品作曲專輯 (歡樂合唱團第四輯)     | 《歡樂合唱團》        | 提名 |
| 2012 | 美國演員工會獎                                            | 傑出表現獎：喜劇系列                            | 《歡樂合唱團》        | 提名 |
| 2012 | 2012英國魅力女性年度獎                                    | 美國年度電視女演                                | 《歡樂合唱團》        | 獲獎 |
| 2012 | 青少年票選獎                                              | 最受歡迎喜劇女演員                              | 《歡樂合唱團》        | 獲獎 |
| 2012 | 青少年票選獎                                              | Movie Scene Stealer                             | 《101次新年快樂》     | 提名 |
| 2012 | Do Something! Awards 2012                                 | 最佳女主角                                      | 《歡樂合唱團》        | 獲獎 |
| 2013 | 全美民選獎                                                | 電視喜劇類最受歡迎女演員                        | 《歡樂合唱團》        | 獲獎 |
| 2013 | 美國演員工會獎                                            | 傑出表現獎：喜劇系列                            | 《歡樂合唱團》        | 提名 |
| 2013 | 青少年票選獎                                              | 最受歡迎喜劇女演員                              | 《歡樂合唱團》        | 獲獎 |
| 2013 | 青少年票選獎                                              | 時尚偶像女星獎                                  | 時尚偶像女星獎        | 提名 |
| 2013 | Golden Remote Awards                                      | 最喜愛喜劇女演員                                | 《歡樂合唱團》        | 獲獎 |
| 2014 | 全美民選獎                                                | 電視喜劇類最受歡迎女演員                        | 《歡樂合唱團》        | 提名 |
| 2014 | 全美民選獎                                                | 最受歡迎電視紅粉知己(與娜雅·李維拉)             | 《歡樂合唱團》        | 獲獎 |
| 2014 | 道林獎                                                    | 2013年音樂電視劇最佳表演(Make You Feel My Love) | 《歡樂合唱團》        | 提名 |
| 2014 | 世界音樂獎                                                | 世界最佳女歌手獎                                | 世界最佳女歌手獎      | 提名 |
| 2014 | 世界音樂獎                                                | 世界最佳現場演出                                | 世界最佳現場演出      | 提名 |
| 2014 | 世界音樂獎                                                | 世界年度最佳藝人                                | 世界年度最佳藝人      | 提名 |
| 2014 | 世界音樂獎                                                | 世界最佳音樂專輯獎                              | 《Louder》            | 提名 |

## 資料來源
1. ↑  Lea Michele – The 2010 TIME 100 （页面存档备份，存于）, Time Magazine
2. 1 2  . Billboard. 2013-11-27  [2013-12-05]. （原始内容存档于2013-12-01）.
3. ↑  . iTunes.   [2014-03-10]. （原始内容存档于2014-03-17）.
4. 1 2  . Billboard. March 12, 2014  [March 17, 2014]. （原始内容存档于2014-03-14）.
5. 1 2  . Billboard.   [2014-05-19]. （原始内容存档于2013-12-19）.
6. 1 2  . Hollywood Reporter.   [2014-02-11]. （原始内容存档于2013-12-17）.
7. ↑  . TV Guide.   [2010-12-10]. （原始内容存档于2010-11-29）.
8. ↑  Stated on Inside the Actors Studio, 2012. Starting at the 9:40 mark http://www.youtube.com/watch?v=xyfCHFy8r-k （页面存档备份，存于）
9. ↑  "Glee Club Glory" （页面存档备份，存于） Jvibe.com
10. ↑  "EXCLUSIVE: Glee Star Lea Michele's Childhood Photos" （页面存档备份，存于） May 21, 2010, Radar Online
11. ↑  Waterman, Lauren."High School Musical: Glee's Lea Michele" （页面存档备份，存于） teenvogue.com, October 12, 2009
12. ↑  Jones, Kenneth."Not Your Zayde's 'Fiddler on the Roof': Leveaux's Fresh Revival Opens on Broadway Feb. 26" （页面存档备份，存于） playbill.com, February 26, 2004
13. ↑  . Dramadesk.com.   [2012-02-13]. （原始内容存档于2012-02-12）.
14. ↑  "Diva Talk: Chatting With 'Spring Awakening'/'Les-Mizs' Lea Michele Plus News of Ebersole Eder" Archive.today的存檔，存档日期2012-09-09 playbill.com
15. ↑  Martin, Denise. . Los Angeles Times. April 26, 2009  [May 19, 2009]. （原始内容存档于2013-10-26）.
16. ↑  Kuhn, Sarah. . Back Stage. September 3, 2009  [September 5, 2009]. （原始内容存档于2009-09-05）.
17. ↑  Wieselman, Jarett. . New York Post. May 19, 2009  [June 1, 2009]. （原始内容存档于2009-05-25）.
18. ↑  Daniel Kilkelley. . DigitalSpy.com. April 29, 2010  [2013-08-28]. （原始内容存档于2011-07-10）.
19. ↑  Kathy Henderson. . Broadway.com. April 13, 2010  [May 17, 2011]. （原始内容存档于2011-01-02）.
20. ↑  . Jocelyn Vena (MTV). December 2, 2010  [February 15, 2011]. （原始内容存档于2011-06-29）.
21. ↑  . Golden Globes. December 14, 2011  [February 15, 2011]. （原始内容存档于2011-01-03）.
22. ↑  . MovieWeb.com. October 22, 2010  [2010-11-20]. （原始内容存档于2010-10-28）.
23. ↑  . October 2, 2012  [October 2, 2012]. （原始内容存档于2012-11-17）.
24. ↑  Lea Michele – FHM #7 （页面存档备份，存于）, gleehab.com, June 3, 2010.
25. ↑  . Daily News (New York). September 15, 2010  [2013-08-28]. （原始内容存档于2010-09-20）.
26. ↑  "Top 10 Stylish Stars of 2010" （页面存档备份，存于） 1. Lea Michele, E Online
27. ↑  AfterEllen.com Staff. . AfterEllen.com. May 23, 2011  [2011-10-26]. （原始内容存档于2012-07-16）.
28. ↑  . Women's Health. May 2012  [2013-08-28]. （原始内容存档于2013-08-27）.
29. ↑  . Wetpaint. December 23, 2013  [2014-05-19]. （原始内容存档于2014-10-27）.
30. ↑  . E Online. December 27, 2013.
31. ↑  Sperry, April. . The Huffington Post. AOL. January 27, 2014  [February 23, 2014]. （原始内容存档于2014-02-03）.
32. ↑  . PopCrush. May 19, 2014  [2014-05-19]. （原始内容存档于2014-05-19）.
33. ↑   （页面存档备份，存于）, Broadway World
34. ↑  "Lea Michele Says No to Fur in PETA Ad" （页面存档备份，存于） eonline.com
35. ↑   （页面存档备份，存于） broadwayworld.com, November 24, 2009
36. ↑  Waterman, Laura. . Teen Vogue. December 2010  [July 25, 2013]. （原始内容存档于2013-07-17）.
37. ↑  . Life & Style. February 21, 2012  [July 25, 2013]. （原始内容存档于2013-09-27）.
38. ↑  Nudd, Tim. . 人物. May 17, 2012  [July 25, 2013]. （原始内容存档于2013-09-11）.
39. ↑  . Los Angeles: The Ellen DeGeneres Show. December 6, 2012  [July 25, 2013]. （原始内容存档于2013-09-04）.
40. ↑  Johnson, Zach. . Us Magazine. 9 January 2013  [13 January 2013]. （原始内容存档于2013-01-12）.
41. ↑  .   [2013-07-15]. （原始内容存档于2013-07-16）.
42. ↑  Macatee, Rebecca. . E!. December 10, 2012  [March 31, 2013]. （原始内容存档于2021-02-16）.
43. ↑  Freeth, Becky. . Marie Claire UK. July 25, 2013  [July 25, 2013]. （原始内容存档于2013年7月27日）.
44. ↑  . The Globe and Mail. July 16, 2013  [July 16, 2013]. （原始内容存档于2015-07-14）.
45. ↑  .   [2013-08-28]. （原始内容存档于2013-09-04）.
46. ↑  . Elle Magazine.   [2014-02-11]. （原始内容存档于2014-02-14）.
47. ↑  The 2010 TIME 100 （页面存档备份，存于）, Time Magazine. Accessed 2013-01-01.

## 外部連結
- 官方网站
- Lea Michele的Facebook專頁
- 麗婭·米歇爾（页面存档备份，存于）的Instagram
- Lea Michele的X（前Twitter）
- 麗婭·米歇爾在互联网电影资料库（IMDb）上的資料（英文）
- 麗婭·米歇爾在Allmusic上的頁面
- 在AllMovie上Lea Michele的頁面（英文）
- TV Tropes上《Lea Michele》的資料頁面（英文）